# Legio Pontica
La legio Pontica era un'unità militare romana di epoca tardo repubblicana, che fu formata da Gaio Giulio Cesare nel 48 a.C. Arruolata dal questore C.Pletorius, suo primo comandante, verso al fine di quell'anno fu trasferita nella provincia romana d'Asia sotto il comando di Gneo Domizio Calvino, il quale subì con la stessa legione una pesante sconfitta presso Nicopoli in Armenia ad opera di Farnace II del Ponto. La legione fu quasi distrutta, ma i sopravvissuti parteciparono alla successiva battaglia di Zela che vide Cesare vincere in modo schiacciante sulle truppe pontiche (nel 47 a.C.), tanto da esprimersi con una frase divenuta famosa: Veni, vidi, vici. Dopo questo successo fu lasciata nel Ponto sotto il comando di Celio Viniciano, nuovo legato nella regione.
Potrebbe aver partecipato alla battaglia di Azio del 31 a.C., quando Marco Antonio fu sconfitto da Ottaviano, il quale rimase padrone incontrastato del mondo romano. Se non accadde prima, fu sciolta negli anni compresi tra il 30 ed il 14 a.C., quando furono mandati in congedo tra i 105.000 ed i 120.000 veterani.